# Der leuchtende Fluss
Der leuchtende Fluss ist eine Oper in drei Akten. Die österreichische Komponistin Johanna Doderer arbeitete hierfür mit dem ebenfalls aus Österreich stammenden Wolfgang Hermann zusammen, der das Libretto verfasste. Die Oper entstand im Auftrag des Theater Erfurt und wurde durch dieses am 31. Oktober 2010 uraufgeführt.

## Handlung
Der leuchtende Fluss handelt von dem indianischen Soldaten Ira Hayes, der im Zweiten Weltkrieg während der Schlacht um Iwojima an der Aufstellung der amerikanischen Flagge auf dem Gipfel des Suribachi beteiligt war. Das Foto davon spielte eine große Rolle für die amerikanische Kriegspropaganda. In der Oper wird die Lebensgeschichte Hayes’ mit dem indianischen Mythos des Gelben Flusses kombiniert.
Die folgende Inhaltsangabe basiert auf Angaben im Programmheft der Erfurter Aufführung und auf der Website der Komponistin.

### Erster Akt
Nachdem das Reservat der Pima-Indianer von der Wasserversorgung getrennt wurde, vergrößert sich das Elend der Bewohner. Um diesem zu entgehen, melden sich viele von ihnen freiwillig zum Kriegsdienst, darunter auch Taylor, der Bruder von Hayes’ Geliebter May. Hayes selbst zögert, wird aber schließlich durch die Überzeugungsarbeit von General Curtis überredet. Er hofft, dadurch auch das Leid seines Volks publik machen zu können.

### Zweiter Akt
Hayes und Taylor sind an der Schlacht um die japanische Insel Iwojima beteiligt und erleben die Kriegsgräuel hautnah. Curtis bemüht sich unterdessen in der Heimat um die nachlassende Kriegsmoral der amerikanischen Bevölkerung. Er benötigt einen Vorzeige-Helden. Seine Geliebte, Captain Smith, schlägt vor, ein geeignetes Kriegsfoto zu suchen.
Auf Iwojima haben die Amerikaner inzwischen den Gipfel des Berges Suribachi erobert. Hayes ist beim Aufstellen der amerikanischen Flagge beteiligt. Das Foto Raising the Flag on Iwo Jima erscheint in der Heimat auf den Titelseiten aller Zeitungen und führt zu patriotischer Begeisterung in der Bevölkerung. Hayes wird nach Washington gerufen.

### Dritter Akt
Captain Smith bereitet Hayes auf seine neue Propaganda-Tätigkeit vor. Gleichzeitig soll sie ihn beaufsichtigen. Trotz seiner schlimmen Erinnerungen an die Kriegshandlungen und seine gefallenen Kameraden wird er der Nation als „Held von Iwojima“ vorgeführt. Er muss an einer Werbetour für Kriegsanleihen teilnehmen und bemüht sich, bei dieser Gelegenheit auch das Elend der Indianer publik zu machen. Durch sein Kriegstrauma und seine Alkoholsucht scheitert er, geplagt von Visionen seines Volkes. Seine Geliebte May bemüht sich, mit ihm in Kontakt zu treten und ihn aus seiner Lage zu befreien. Man lässt ihn glauben, sie sei verstorben. Nach einem Streit um Wasser wird Hayes von einem Polizeibeamten erschossen.

## Gestaltung
Die Musik ist weitgehend tonal, enthält aber auch atonale Elemente wie Cluster, Klangflächen und Collagetechniken. Auch das Instrumentarium entspricht dem der klassischen Tradition, wird jedoch gelegentlich auf unkonventionelle Weise kombiniert. Auch Texte der indianischen Musiktradition sind enthalten. So singt der Chor in einer Szene in der Sprache der Pima-Indianer.
Einige musikalische Motive kehren mehrfach wieder. Beispielsweise gibt es ein hymnenartiges „Amerika-Motiv“ und das Motiv von Hayes’ Geliebter May. Letztes erklingt erstmals in der Ouvertüre, später bei ihrem Auftritt und schließlich im Schlusschor. Im zweiten Akt wird durch Glissandi und plötzlich einsetzende schrille Töne eine „gewisse japanische Färbung“ erzeugt.

## Werkgeschichte
Die Oper trägt im Werkverzeichnis der Komponistin die Nummer DWV 54.
Bei der Uraufführung am 31. Oktober 2010 im Theater Erfurt spielten das Philharmonische Orchester und der Opernchor des Theaters Erfurt unter der musikalischen Leitung von Walter Gugerbauer. Die Inszenierung stammte von Guy Montavon und die Ausstattung von Peter Sykora. Es sangen John Bellemer (Ira Hayes), Marisca Mulder (May), Florian Götz (Taylor), Peter Schöne (General Curtis), Stéphanie Müther (Captain Smith), Marwan Shamiyeh (Verwundeter), Sebastian Pilgrim (Onkel / Soldat), Dario Süß (Mann im Sack / Soldat), Franziska Krötenheerdt (Kind), Ralph Heiligtag (Wächter / Offizier), Jan Rouwen Hendriks (Fotograf), Reinhard Becker (Colonel) und Christoph Dyck (Journalist).
Johanna Doderer wurde im Jahr 2014 für Der leuchtende Fluss mit dem Ernst-Krenek-Preis der Stadt Wien ausgezeichnet. 2011 erschien eine CD mit dem Mitschnitt der Uraufführung bei Quinton Records.